# Sissy (Frankrijk)
Sissy is een gemeente in het Franse departement Aisne (regio Hauts-de-France) en telt 502 inwoners (1999). De plaats maakt deel uit van het arrondissement Saint-Quentin.

## Geografie
De oppervlakte van Sissy bedraagt 10,7 km², de bevolkingsdichtheid is 46,9 inwoners per km².
De onderstaande kaart toont de ligging van Sissy (Frankrijk) met de belangrijkste infrastructuur en aangrenzende gemeenten.

## Demografie
Onderstaande figuur toont het verloop van het inwonertal (bron: INSEE-tellingen).
Vanwege een beveiligingsprobleem met de MediaWiki Graph-software is het momenteel niet mogelijk deze grafiek weer te geven. Zodra de software is bijgewerkt zal de grafiek vanzelf weer zichtbaar worden.